# Città di Burnie
La città di Burnie è una delle 29 local government areas che si trovano in Tasmania, in Australia. Essa si estende su di una superficie di 618 chilometri quadrati ed ha una popolazione di 19.701 abitanti. La sede del consiglio si trova a Burnie.